# مقاطعة تولنا
تولنا (بالمجرية: Tolna megye) هي مقاطعة إدارية في المجر الحالية ومملكة المجر سابقاً. وهي تقع في وسط المجر، على الضفة الغربية لنهر دانوب، وتُشارك حدودها مع المقاطعات المجرية شومود، وباتش-وكيشكون، وبارانيا. عاصمة تولنا هي مدينة سكسارد، ومساحة المقاطعة 3,703 كيلومتر مربع.

## التاريخ

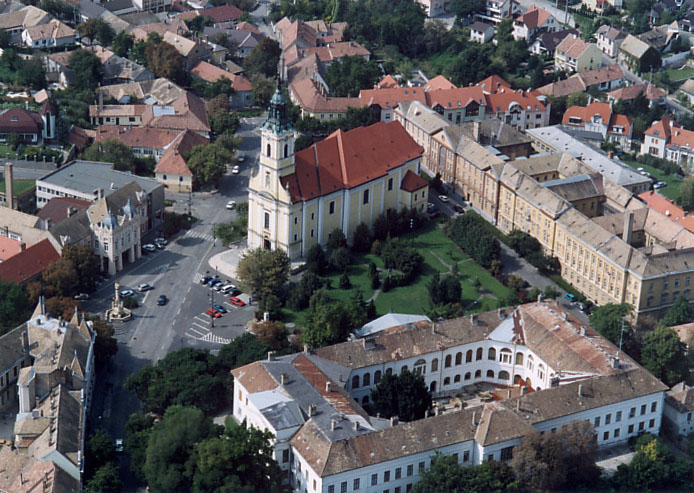
صورة جوية لمدينة سكسارد.

تولنا (باللاتينية: comitatus Tolnensis) كان أيضا اسم مقاطعة إدارية تاريخية في مملكة المجر. أراضيها، التي كانت على نفس مساحة مقاطعة تولنا الحاضرة، هي حاليا في المجر الوسطى. عاصمة تولنا كانت مدينة سكسارد.